# Душан Угрін (1943)
Душан Угрін старший (чеськ. Dušan Uhrin) (нар. 5 лютого 1943, Нова-Вес-над-Житавоу, Словаччина) — колишній чехословацький футболіст і чеський тренер. Під його керівництвом на Чемпіонаті Європи з футболу 1996 року в Англії збірна Чехії здобула срібні медалі.

## Біографія
Душан Угрін народився в Нова-Вес-над-Житавоу поблизу Нітри в Словаччині, але у 16-річному віці переїхав до Праги. Як гравець він виступав лише за клуби другої чехословацької ліги — празькі «Адміра» (1959—1964) і «Арітма» (1965—1969) і «Славія» з Карлових Вар (1964—1965) — і широкої відомості не набув.
Тренерську кар'єру Угрін почав в 1969 році, коли очолив юнацьку команду свого колишнього клубу «Адміра»; з 1974 року він почав тренувати основний склад. Протягом сезону 1976/77 років він очолював празьку «Спарту», яка в той час якраз піднялася до першої ліги, але затримався там лише на кілька місяців. В 1977/78 він тренував алжирський клуб «Белькур», з яким виграв Кубок Алжиру. В сезоні 1978/79 працював тренером клубу другої чехословацької ліги «Колін», в наступному сезоні — клубу «Спартак» з Градеца-Кралове. З 1981 по 1983 роки він знову очолював празьку «Спарту». Протягом наступних чотирьох років він тренував чехословацький армійській клуб «Хеб», і ці роки стали одним з найуспішніших періодів в історії клубу. В сезоні 1987/88 років він працював в празькому клубі «Богеміанс», після чого поїхав до Кіпру, де в сезоні 1988/89 тренував місцевий «АЕЛ (Лімасол)». В 1989 році Угрін повернувся до клубу «Хеб», який тренував наступні півтора року, після чого втретє у своїй кар'єрі очолив празьку «Спарту». Зі «Спартою» він двічі ставав чемпіоном країни і один раз вигравав Кубок Чехословаччини.
В 1994 році його було призначено тренером збірної Чехії, яку він очолював до 1997. Його найвищім досягненням на цій посаді були срібні медалі Чемпіонату Європи 1996 року в Англії. Під його керівництвом збірна зіграла 48 офіційних матчів, з яких у 27 перемогла і 10 завершила внічию.
Після своєї відставки Угрін від'їхав за кордон і в наступні роки тренував клуб «Аль-Наср» з Об'єднаних Арабських Еміратів та ізраїльський «Маккабі» з Хайфи, а з листопада 1999 по березень 2001 — національну збірну Кувейту. У 2001 році він повернувся до Чехії, де очолив клуб «Теплиці», але через відсутність успіхів був звільнений після тринадцяти невдалих ігор. З червня по листопад 2002 року він тренував шведський клуб «АІК (Сольна)», який врятував від переходу до нижчої ліги. Внаслідок перенапруження наприкінці сезону він був змушений попросити відставки, незважаючи на поточний контракт. В сезоні 2002/03 він вдруге опинився на Кіпрі, цього разу очоливши «Апоель» з Нікосії, але через декілька місяців пішов у відставку, вирішивши завершити свою тренерську кар'єру.
У 2006 Угрін повернувся до тренерської роботи, підписавши контракт з грузинським клубом «Динамо (Тбілісі)».
Душан Угрін володіє санаторієм у Франтішкових Лазнях. Його син, Душан Угрін молодший — також успішний футбольний тренер.

## Титули і досягнення
- Володар Кубка Кіпру: 1988-89
- Чемпіон Чехословаччини: 1990-91, 1992-93
- Володар Кубка Чехословаччини: 1991-92
- Віце-чемпіон Європи: 1996
- Чемпіон Грузії: 2007-08